# 加里·卡尔德威尔
加利·羅拔·卡達維（英語：Gary Robert Caldwell，1982年4月12日—）出生於蘇格蘭史特靈，是一名前足球運動員，司職中堅，亦可擔任右閘或防守中場，出身紐卡素青訓系統，未有在母會取得上陣機會，回到蘇格蘭分別效力喜百年和些路迪，其後加盟韋根直到退役，他同時亦是蘇格蘭國腳。退役後開始教練工作。
他的哥哥史提芬·卡達維同樣擔任後衛，被效力多年的般尼放棄後亦曾加盟韋根一段短時間。

## 生平

### 球員

#### 球會
紐卡素
卡達維在些路迪的衛星球隊「些路迪男童會」（Celtic Boys Club）展開其足球事業，於16歲之年與哥哥史提芬南下英格蘭加盟紐卡素，要在預備隊取得突破困難重重，為尋求一隊上陣經驗，他先後被外借到達寧頓、喜百年、高雲地利及打比郡，但一直沒有機會為紐卡素一隊上陣。
喜百年
2003/04年球季卡達維獲紐卡素准許免費轉投蘇超球會喜百年，他只與球隊簽訂短期合約效力餘下的半個球季，期間為喜百年在蘇格蘭聯賽盃決賽上陣出戰利雲斯頓，以0-2見負屈居亞軍。在2004年夏季到荷蘭試訓未獲青睞後，他才與喜百年簽署為期兩年的長約。在2005/06年球季，盛傳卡達維與些路迪簽署約前協議（pre-contract agreement），在球季結束後即將蟬過別枝，惹來喜百年球迷在對鴨巴甸時，當他犯錯後大喝倒采，此役之後，些路迪時任領隊哥頓·史特根證實轉會傳聞真確。
些路迪
自從2006年轉投些路迪後，卡達維協助球隊贏得兩屆蘇超聯賽冠軍及蘇格蘭足總盃和蘇格蘭聯賽盃各一次，但他仍經常成為些路迪球迷的批評目標，卡達維稍後稱這些批評是源於他加盟的首季受到傷患困擾，其後在2007/08年球季季初須要移任不擅長的右閘位置，直到簽入安德烈亚斯·欣克尔才回到中堅位置。他亦因在2006/07年球季踢傷基爾馬諾克球員（David Fernández），導致對手前十字韌帶斷裂而遭受抨擊，賽後卡達維向費南迪斯道歉，並抗辯稱他從未蓄意傷害對手。卡達維逐漸獲得球迷的認同及尊重，成為隊中的無名英雄，於2008/09年球季獲選為蘇格蘭FWA足球先生後，他表示得獎由於長期擔任擅長位置及改善個人專注力和決斷力。
於2009/10年球季卡達維與些路迪為續約發生爭議，他將於季後約滿而不滿球會提出的條件，新任領隊東尼·莫比利（Tony Mowbray）曾與他在共事，回應說不會向董事會要求提早待遇，最終些路迪同意將他及巴利·笠臣（Barry Robson）一併賣給英冠球會。在其為些路迪最後一仗上陣出戰「老字號打吡」對，卡達維在空中被李爾·麥古洛治擊倒而被扳平。
韋根
英超球會時任領隊為修補其千瘡百孔的防線而攔截即將轉投米杜士堡的卡達維，於2010年1月13日與他簽署四年半合約，轉會費沒有透露。在1月16日首次披甲作客2-0擊敗狼隊；1月27日作客對雖然取得加盟後首個入球，最終仍以1-2敗陣而回；3月16日主場對再入一球，惟同樣以1-2敗北。卡達維轉身緩慢和位置感不足在英超的快速及緊迫性踢法中逐漸暴露，3月29日作客對曼城因雙腳攔截泰維斯被球證出示紅牌驅逐離場，而泰維斯其後大演帽子戲法，韋根以0-3大敗而回；到了聯賽煞科日，韋根作客史丹福橋球場面對爭逐冠軍的，開賽後30分鐘卡達維在禁區內拉法蘭·林柏特被球證判罰十二碼兼領紅牌離場，間接導致球隊慘敗0-8收場。
2014年7月卡達維與韋根續約一年，新約包括他會獲球會指派教練職務。由於受到髖關節長期傷患的困擾，卡達維於2015年2月28日宣佈退役

#### 國家隊
卡達維為蘇格蘭國家隊上陣首仗是贝尔蒂·福格茨首次帶隊，作客法蘭西體育場大敗0-5於法國腳下。但在2006年10月7日一場2008年歐國盃外圍賽，卡達維在主場咸普頓公園球場射入唯一入球僅勝法國。但他在對挪威的關鍵世界盃外圍賽被逐離場，導致球隊大敗0-4，在同分而得失球差不及對手而失去成績最好次名隊伍的資格。
國際賽入球
| # | 日期          | 場地                             | 對賽球隊       | 入球 | 比數 | 競賽               |
| - | ------------- | -------------------------------- | -------------- | ---- | ---- | ------------------ |
| 1 | 2004年5月30日 | 蘇格蘭，愛丁堡，復活節路球場     | 千里達及托巴哥 | 3–0  | 4–1  | 友誼賽             |
| 2 | 2006年10月7日 | 蘇格蘭，格拉斯哥，咸普頓公園球場 | 法國           | 1–0  | 1–0  | 2008年歐國盃外圍賽 |

### 領隊
卡達維於退役後正式加入青訓學院的教練團隊。2015年4月7日於球會辭去後一天，卡達維獲委成為新領隊。

## 榮譽

### 球員
些路迪
- 蘇格蘭足球超級聯賽冠軍：2006/07年、2007/08年；
- 蘇格蘭足總盃冠軍：2007年；
- 蘇格蘭聯賽盃冠軍：2009年；

個人
- 蘇格蘭FWA足球先生：2009年；
- 克萊茲代爾銀行蘇超年度最佳球員：2009年；

### 領隊
韋根
- 英格蘭足球甲級聯賽冠軍：2015/16年；

## 外部連結
- 足球数据库：加利·卡達維的球员统计数据
- London Hearts profile（页面存档备份，存于）